# 모래알을 세는 사람
모래알을 세는 사람(그리스어: Αρχιμήδης Ψαµµίτης, 아르키메데스 모래알)은 아르키메데스의 논문이다. 아르키메데스는 《모래알을 세는 사람》에서 우주를 모두 모래로 채울 때 모래알의 개수는 몇 개가 될 것인지를 다루고 있다. 아르키메데스는 생각할 수 있는 매우 큰 수의 예를 들기 위해 고대 그리스에서 생각되던 우주 전체를 모래로 채우는 것을 가정하였다. 라틴어로 번역되어 《Archimedis Syracusani Arenarius & Dimensio Circuli》(시라쿠사의 아르키메데스가 셈하고 측정한 우주)라는 이름으로 널리 알려졌다. 8쪽 분량의 라틴어 문서에서는 아르키메데스가 시라쿠사의 군주 겔로 2세(히에론 2세의 아들)에게 보여주기 위해 이 글을 썼다고 밝히고 있다. 이 때문에 이 글은 일반인을 위해 연구 결과를 설명한 최초의 설명적 논문으로 여겨지고 있다.

## 큰 수의 이름
아르키메데스가 다루고자 한 수는 매우 컸기 때문에, 그는 우선 매우 큰 수를 어떻게 불러야 할 지를 정해야 하였다. 고대 그리스 당시 수를 읽는 방법은 만 단위로 끊어 미리아드(그리스어: μυρίος)로 읽는 것이었다. 예를 들어 1 억은 “미리아드 미리아드”로 읽었다. 아르키메데스는 1부터 1 억에 해당하는 미리아드 미리아드, 즉 108까지를 “1차수”로 하고 {\displaystyle 10^{8}}을 2차수들의 단위로 하여 이 단위부터 다시 이를 곱한 108• 108 = 1016 까지를 “2차수”, 1016을 단위로 다시 반복한 1016• 108 = 1024까지를 “3차수”와 같이 하여  108 차수, 즉 108 • 108 까지를 명명하였다.
아르키메데스는 위의 108차수, 즉 108 • 108까지를 "첫 번째 주기의 수"로 부르기로 한 다음 다시 첫 번째 주기의 마지막 수 108 • 108를 단위로 위와 같은 곱셈을 하여 108 번째 주기의 수를 제시하였다. 108 번째 주기의 마지막 수는
{\displaystyle \left((10^{8})^{(10^{8})}\right)^{(10^{8})}=10^{8\cdot 10^{16}}}
이 된다.
아르키메데스의 큰 수는 결국 108를 밑으로 하는 지수 함수의 결과이다. 아르키메데스는 이 계산에서 지수의 법칙 가운데 하나인 10a• 10b = 10a+b를 사용하였다.

## 우주의 크기
아르키메데스는 당시에 알려져 있던 사모스의 아리스타르코스의 태양중심설을 기준으로 우주의 크기를 정하였다. 아리스타르코스의 태양중심설 자체는 소실되어 전해지지 않고 있으며 아르키메데스의 《모래알을 세는 사람》이 그의 태양중심설을 설명하는 글 가운데 오늘날까지 전해오는 유일한 것이다. 태양중심설을 증명하기 위해서는 연주 시차를 입증하여야 하는데 이를 확인할 수 있는 기술이 당시에는 없었기 때문에 결국 후대에서는 받아들여지지 않았다.
아리스타르코스가 지구와 별들 사이의 거리를 따로 밝히지 않았기 때문에 아르키메데스는 이를 추정할 수 밖에 없었다. 아르키메데스는 다음과 같이 대략적인 우주의 크기를 추정하였다.
- 지구의 반지름은 아무리 커도 300 미리아드 스타디아(myriad stadia, 고대 그리스의 측량단위)(약 5 • 105 km)를 넘지 않을 것이다.[주해 2]
- 달은 지구보다 크지 않을 것이고, 태양은 달의 30배 이상 크지는 않을 것이다.
- 따라서 지구와 태양 사이의 거리는 달과 태양사이의 거리에 200배 정도 일 것이다.
- 또한 별의 연주 시차가 없으므로 별들은 지구와 같은 속도로 태양 주위를 돈다고 생각할 수 있고, 별들 사이의 거리는 태양과 지구 사이의 거리에 두 배 정도일 것이다.

이상과 같이 하여 아르키메데스는 우주의 반지름이 약 1014 스타디아 정도라고 추정하였다. 이는 약 2 광년 정도의 거리이다.
이와 같이 우주의 크기를 추정한 아르키메데스는 모래알로 우주 전체를 채울 경우 모래알의 개수는 8×1063를 넘지 않을 것이라고 추정하였다.

## 인용
겔론 국왕께, 많은 사람들은 모래알이 너무나 많기 때문에 무한한 것이라고 생각한다. 그러나, 시라쿠사나 시실리아 뿐만 아니라 지구 전체, 더 나아가 우주 전체를 모래알로 채운다고 하더라도 셀 수 있다. 수가 많다고 무한이라고 하는 것은 큰 수에 대해 아직 이름을 붙일 방법을 생각해내지 못했기 때문이다. 그러나 적당히 수를 부를 방법만 안다면 땅 전체의 무게나 제 아무리 깊은 바다의 깊이, 또는 가장 높은 산의 높이도 측정할 수 있다. 뿐만아니라 적당한 단위로 묶어서 센다면 그의 곱셈을 통해 제아무리 많은 모래알의 개수도 신속하게 셈할 수 있다.

나는 이것을 독자 여러분이 인정할 수 있도록 기하학으로 증명하려 한다. 큰 수를 부르는 방법은 일전에 내가 제우시푸스에게 제시하였던 방법을 따를 것이다. 이 방법에 의하면 지구 전체를 채울 모래알의 수 뿐만 아니라 우주 전체를 채울 모래알의 수도 계산할 수 있다.— Archimedis Syracusani Arenarius & Dimensio Circuli

## 주해
1. ↑  1727년이 되어서야 제임스 브래들리가 최초로 연주 시차를 확인하였다.
2. ↑  지구의 실제 반지름은 약 6400km 이다